# Mt. Desolation
Mt. Desolation é uma banda de alt-country da Inglaterra. É um projeto paralelo de Tim Rice-Oxley e Jesse Quin, membros da banda inglesa Keane. Seu álbum de estréia auto-intitulado, foi lançado em 18 de outubro de 2010. 
Oito anos depois, foi anunciado que o segundo álbum da banda, intitulado "When The Night Calls" será lançado em 25 de maio de 2018. Além de uma pequena turnê em junho do mesmo ano pelo Reino Unido. 
When The Night Calls foi gravado nos estúdios Sea Fog, em Sussex, e Old Jet, em Suffolk. 

## Discografia
- Mt. Desolation (2010)
- When The Night Calls (2018)

## Membros
Membros Principais
- Tim Rice-Oxley – composição, vocais, piano (2010–presente)
- Jesse Quin – composição, vocais, guitarra principal (2010–presente)

Membros Secundários
- Fimbo – bateria (2010–presente)
- Jessica Staveley-Taylor – vocal de apoio, violão (2010–presente)
- John-William Scott – baixo, guitarra (2010–presente)
- Phil Renna – violino, teclado (2010–presente)
- Andrew Lowe – baixo (2010–presente)
- John Roderick – vocal de apoio, guitarra (2010–presente)
- Pete Roe – teclado, vocal de apoio (2010–present)
- Tom Hobden – violino (2010–presente)

Artistas Convidados
- Ronnie Vannucci - bateria, guitarras, vibrafone
- "Country" Winston Marshall - banjo
- Charity Quin - backing vocals
- Jayne Rice-Oxley - backing vocals
- François Deville - pedal steel